# Zoe Stevenson
Pour les articles homonymes, voir Stevenson.
Zoe Stevenson, née le 27 septembre 1992 à Tauranga, est une rameuse néo-zélandaise.

## Biographie
Elle remporte l'or en deux de couple avec Eve MacFarlane aux championnats du monde d'aviron 2015.

## Résultats

### Jeux olympiques
| Épreuve / Édition | Épreuve / Édition | Rio 2016 |
| ----------------- | ----------------- | -------- |
|                   |                   | -        |

### Championnats du monde
| Épreuve / Édition | Épreuve / Édition | Karapiro 2010 | Chungju 2013 | Amsterdam 2014 | Aiguebelette 2015 |
| ----------------- | ----------------- | ------------- | ------------ | -------------- | ----------------- |
| Quatre de pointe  | Quatre de pointe  | 4e            | -            | -              | -                 |
| Deux de couple    | Deux de couple    | -             | 2e           | 1re            | 1re               |

### Championnat du monde U23 d'Aviron
| Épreuve / Édition | Épreuve / Édition | Brest 2010 | Amsterdam 2011 |
| ----------------- | ----------------- | ---------- | -------------- |
| Huit (W8+)        | Huit (W8+)        | 2e         | 2e             |

### Championnats du monde juniors
| Épreuve / Édition | Épreuve / Édition | Brive-la-Gaillarde 2009 |
| ----------------- | ----------------- | ----------------------- |
| Huit (W8+)        | Huit (W8+)        | 2e                      |